# أندروشيفكا
أندروشيفكا (Андрушівка) هي مدينة في محافظة جيتومير في أوكرانيا. تقع على نهر هويفا.